# Thiếu sắt
Thiếu sắt (Iron deficiency, or sideropenia) là tình trạng thiếu hụt (hoặc không đủ) lượng sắt cần thiết cho nhu cầu của cơ thể. Sắt có mặt trong tất cả các tế bào cơ thể người và có một số chức năng sống quan trọng, chẳng hạn mang oxy từ phổi đến các mô như một thành phần chính của protein hemoglobin, vai trò như một phương tiện vận chuyển các electron trong tế bào dưới dạng cytochromes và tạo điều kiện cho các phản ứng enzyme oxy tại các mô khác nhau. Khi quá thiếu sắt để tham gia các chức năng sống quan trọng này, con người dễ bị bệnh và có thể dẫn đến tử vong.
Tổng lượng sắt trung bình trong cơ thể khoảng 3,8 g ở nam giới và 2,3 g ở nữ giới. Trong huyết tương, sắt gắn chặt với protein transferrin. Có một số cơ chế kiểm soát giúp chuyển hóa sắt và bảo vệ khỏi tình trạng thiếu sắt. Cơ chế điều hòa chính này nằm ở đường tiêu hóa. Khi lượng sắt mất đi không được bù đủ bằng lượng sắt bổ sung từ chế độ ăn, thiếu sắt sẽ diễn tiến theo thời gian. Khi tình trạng này không được điều trị sẽ dẫn đến thiếu máu do thiếu sắt. Trước khi xuất hiện bệnh thiếu máu, tình trạng thiếu sắt mà không thiếu máu được gọi là thiếu sắt tiềm ẩn (latent iron deficiency:LID) hoặc Iron-deficient erythropoiesis (IDE).
Thiếu sắt không được điều trị có thể dẫn đến thiếu máu thiếu sắt, một loại thiếu máu phổ biến. Bệnh thiếu máu là một tình trạng tế bào hồng cầu hay hemoglobin không đủ. Thiếu máu thiếu sắt xảy đến khi cơ thể thiếu đủ lượng sắt cần thiết, dẫn đến giảm sản xuất protein hemoglobin. Hemoglobin gắn chặt với oxy cho phép các tế bào hồng cầu cung cấp máu được oxy hóa đi khắp cơ thể. Trẻ em, phụ nữ tiền mãn kinh (phụ nữ trong độ tuổi sinh đẻ) và những người có chế độ ăn uống không đầy đủ dễ mắc bệnh nhất. Đa số các trường hợp thiếu máu do thiếu sắt thường nhẹ, nhưng nếu không được điều trị có thể gây ra các vấn đề như nhịp tim nhanh hoặc không đều, biến chứng trong thai kỳ, chậm phát triển ở trẻ sơ sinh và trẻ nhỏ.